# Bizmut
Bizmut je kemijski element atomskog (rednog) broja 83 i atomske mase 208,98040(1). U periodnom sustavu elemenata predstavlja ga simbol Bi.

## Osobine
Bizmut (novol. bisemutum < njem. Wismut, Bismut) je mekan i krt, crvenkast ili srebrnobijel teški metal niska tališta (271 °C). Elemenatni bizmut se najčešće upotrebljava za izradu slitina niskog tališta s kadmijem i kositrom. Pri skrućivanju se širi (kao voda), pa se staklena kugla napunjena tekućim bizmutom rasprsne kad se bizmut skrutne. Zbog toga svojstva kao i zbog toga što vjerno reproducira najfinije konture predloška, upotrebljava se za dobivanje vrlo jasnih otisaka. Bizmut je najčešće dijamagnetičan od svih metala, a termička mu je provodnost, osim žive, najmanja.
Bizmut sa spojevima tvori trovalentne i petovalentne spojeve. Spada u grupu teških metala i nema nikakvu ulogu u ljudskom tijelu i time je klasificiran kao otrovni metal, ali znatno manje od njegovih susjeda u periodnom sustavu (antimona, polonija i olova).
Stabilan u vodi i na zraku. Otapa se samo u koncentriranoj nitratnoj i vrućoj sulfatnoj kiselini. Toplinska vodljivost mu je najniža od svih metala, osim žive. Slab je vodič struje i ima najveći Hallov efekt od svih metala.
Bizmut je vrlo cijenjen metal, jer se lako tali. Na zraku izgara u žuti trioksid (Bi2O3).
Najčešći bizmutov mineral je bismit (Bi2O3).

## Otkriće
Bizmut je 1753. godine otkrio Claude Geofroy (Francuska). Ime mu dolazi od njemačkog naziva Weisse Masse - bijele nakupine što je kasnije prešlo u wismut i bisemutum.

## Dobivanje
Bizmut se dobiva iz sulfidne rude prženjem u oksid i redukcijom oksida u metal ugljenom ili koksom. Važno je i dobivanje bizmuta kao sporednog proizvoda pri proizvodnji bakra i olova.

Sirovi bizmut rafinira se pretaljivanjem ili elektrolizom.

## Uporaba
Sam se ne upotrebljava, već služi za pripravu lakotaljivih legura (slitina) – s niskim talištima (ispod 100 °C), tako da se tale i u vrućoj vodi.

Jedna od najpoznatijih takvih slitina je Woodova slitina, koja se tali već na 60 °C. Takve se slitine upotrebljavaju za lemljenje, u automatskim dojavnicama požara i električnim osiguračima, te u tiskarstvu.
Bizmut se koristi kao legura za snažne magnete - bismanol (BiMn).

### Bizmutovi spojevi
Topljivi bizmutni spojevi su otrovni, dok netopljivi nisu.
Neki bizmutni spojevi (oksidnitrat, karbonat, salicilat) služe u medicini (kao antiseptivi, adstringensi, za liječenje proljeva /ubija bakterije koje izazivaju proljev/ i u organskim preparatima za liječenje sifilisa), u kozmetici, u proizvodnji optičkog stakla s jakim lomom svjetlosti i za bojanje na porculanu.
- Bizmutov(III) nitrat (Bi(NO3)3), najvažniji je spoj bizmuta. Tvori velike, bezbojne, triklinske prizmatične kristale koji se otapaju u razrijeđenoj kiselini. Upotrebljava se za dobivanje drugih bizmutovih soli i preparata, npr. bizmut subnitrata koji se koristi u medicini kao sredstvo za stezanje tkiva i kao takvoga se može kupiti u ljekarni.